# 武尔通
武尔通（法語：Voulton，法語發音：[vultɔ̃] ⓘ）是法国塞纳-马恩省的一个市镇，属于普罗万区。

## 地理
武尔通（48°37'7"N, 3°20'1"E）面积26.29 平方千米，位于法国法蘭西島大區塞纳-马恩省，该省份为法国北部内陆省份，北起瓦兹省，西接埃松省、马恩河谷省、塞纳-圣但尼省和瓦兹河谷省，南至卢瓦雷省，东南接约讷省，东临马恩省和奥布省，东北接埃纳省。
与武尔通接壤的市镇（或旧市镇、城区）包括：鲁伊、布里地区欧热、博什里-圣马丹、库尔尚、莱谢勒、吕佩勒、圣布里斯、圣伊利耶、维利耶圣乔治。

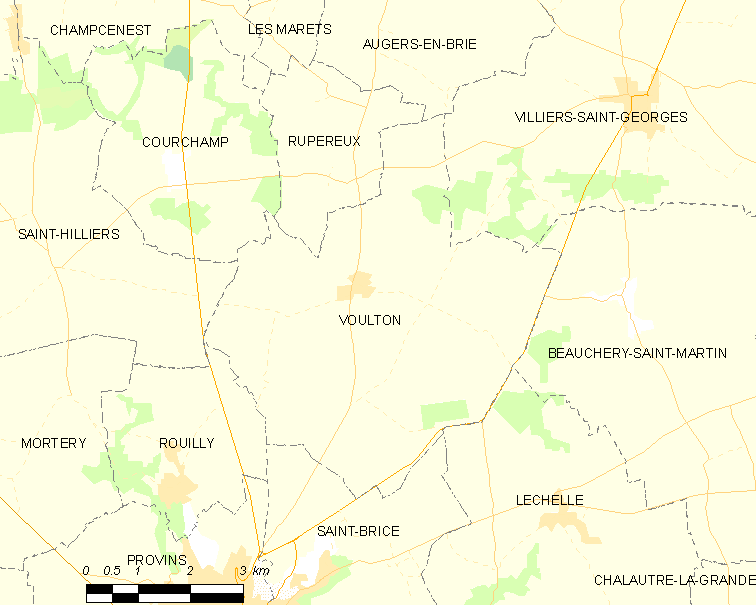
武尔通的OSM定位图

武尔通的时区为UTC+01:00、UTC+02:00（夏令时）。

## 行政
武尔通的邮政编码为77560，INSEE市镇编码为77530。

## 政治
武尔通所属的省级选区为普罗万县。

## 人口

1962-2008年间武尔通人口变化图示

武尔通于2022年1月1日时的人口数量为298人。